# Santa Rosa (California)
Santa Rosa es una ciudad ubicada en el condado de Sonoma, California, Estados Unidos. Según el censo de 2020, tiene una población de 178,127 habitantes.

## Historia
Fue fundada en 1833, cuando el territorio era parte de México, el Tratado de Guadalupe Hidalgo supuso su cesión a los EE.UU, siendo incorporada el 26 de marzo de 1868 como ciudad, desarrollándose como un centro de procesamiento y embarque de los productos agrícolas del valle de Sonoma. Su economía depende de los servicios al detalle de suministros para una creciente población residencial.
En 2017 un incendio destruyó el 5% de las casas de la ciudad y obligó a evacuar a miles de personas.
En la ciudad están la casa y jardines del horticultor Luther Burbank. Cerca de allí se encuentra el monumento a Jack London.

## Geografía
Según la Oficina del Censo, la ciudad tiene un área total de 110,60 km², de la cual 110,15 km² es tierra y 0,45 km² es agua.

## Demografía
Según la Oficina del Censo en 2000 los ingresos medios por hogar en la localidad eran de $50,931, y los ingresos medios por familia eran $59,659. Los hombres tenían unos ingresos medios de $40,420 frente a los $30,597 para las mujeres. La renta per cápita para la localidad era de $24,495. Alrededor del 5.1% de la población estaban por debajo del umbral de pobreza.

## Educación
Distritos escolares que sirven a Santa Rosa:
- Bellevue Union
- Bennett Valley Union
- Mark West Union
- Oak Grove Union
- Piner-Olivet Union
- Rincon Valley Union
- Distrito Escolar de Roseland
- Santa Rosa City Schools
- Wright

## Ciudades hermanas
- Los Mochis  México[cita requerida]